# ウィングス (雑誌)
『ウィングス』は、新書館から発行されている隔月刊漫画雑誌。

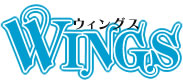

## 歴史
1982年に創刊される。当時としては珍しいSF＆ファンタジー専門誌として誕生し、男女半々くらいの読者層だった。創刊当時は作家の多くが作画グループのメンバーであり、商業ベースの同人誌的な色合いが濃かった。その後、大橋姉妹（楠桂、大橋薫）や片山愁といった『ふぁんろーど』投稿陣の作品を掲載するようになってから徐々に路線が変わっていき、現在は少女向けの雑誌になっている。
なお、通刊10号より2009年9月号までは月刊であり、誌名は『月刊ウィングス』だった。以降は隔月刊に戻り、偶数月28日に発刊されている。○月号の表記は翌々月付け。
創刊当時、マイクル・ムアコックの「エルリック・シリーズ」を井辻朱美の翻訳で連載していた。
『ファントム倶楽部』を始めとした多くの増刊（#姉妹誌の節も参照）があったが、紙雑誌は現在『小説Wings』以外廃刊となり、その『小説Wings』も2009年に独立していった。ほかに、ウェブ増刊の『ウェブマガジン ウィングス』がある。
2022年6月28日発売の8月号は創刊40周年記念号で、同号よりキャッチコピーが「大人のための少女マンガ」から「センス・オブ・ワンダー、ふたたび。」に変更されている。

## 歴代編集長
- 石川美紀[3]

## 連載中の作品
2025年8月号時点。
- 艶漢（尚月地）※漫画と共にポスターも連載
- 蟻の帝国（文善やよひ）
- 逢魔ヶ時行方知れず（小松松子）：2022年2月号[4] -
- 必ずあなたの役に立つ海馬（菅野彰、カット：南野ましろ）※エッセイの連載
- カラスヤサトシの新びっくりカレー（カラスヤサトシ）：2022年12月号[5] - ※読み切りシリーズ
- かわうそは僕の嫁（街子マドカ）※読み切りシリーズ
- 奸臣スムバト（トマトスープ）：2023年10月号 -
- 極彩の家（びっけ）
- ご先祖様とアタシ（堀江蟹子）
- 少年魔法士フレアスタックス（なるしまゆり）：2024年12月号[6] -
- 双璧のカバリエ（佐々木久美子）
- 戦う!セバスチャンシリーズ（池田乾）
- 動物たれ流し（TONO）※読み切りシリーズ
- 悩める弁護士の華麗なる助手（ヤマダコト×ちあい）
- 熱帯デラシネ宝飾店（夏目イサク×嬉野君）
- PALMシリーズ（獸木野生）
- 八百夜（那州雪絵）
- 東の森の魔女の庭（越田うめ）：2020年2月号[7] -
- 百姓貴族（荒川弘）
- ファサードシリーズ（篠原烏童）
- ふくふくまんぷく（碧也ぴんく）：2023年6月号 -
- 不条理雑貨店UNREAL（片山愁、原作：ヨダカケイ）：2022年8月号[2] -
- 僕は妖怪になりたい（コドモペーパー）：2024年8月号[8] -
- 僕らの奏でる物語（かわい千草）
- 毎分毎秒（雁須磨子）：2022年12月号[5] -
- 魔法のつかいかた（草間さかえ）
- メリメロ〜美食家ドラゴンに捧ぐ異世界スイーツ〜（原作：八月八、作画：伊東七つ生）：2025年6月号[9] -
- 山田と加瀬さん。（高嶋ひろみ）
- リラと花虻、嵐の中。[10]（松尾マアタ）

## 過去の掲載作品

### あ行
- アーシアン（高河ゆん）
- 愛に愛らし愛しいあなた（鈴木有布子）： - 2020年2月号[7]
- 青空の卵（藤たまき、原作：坂木司）
- 赤々丸（内田美奈子）
- 悪魔のオロロン（水月博士）
- 新しい童話シリーズ（箱知子）
- あつまれ!学園天国（つだみきよ）
- あの子の腕は虹の続き（鈴木有布子）
- あの日、世界の真ん中で（小鬼36℃）
- 暴れん坊本屋さん（久世番子）
- あやかり草紙（夏目イサク）
- イツカミタアオイソラシリーズ（りさり）※読み切りシリーズ
- 一炊の三馬鹿（チノク）
- いづれ御時にか（吟鳥子）
- 旬（いまどき）（鈴木有布子）
- Weiß（つちやきょうこ、原案：子安武人）
- ウェブカレ（秋月壱葉）
- 宇宙海賊みどりちゃん（佐久間智代）
- 美しいこと（橋本みつる）
- エスペランサ（かわい千草）
- 丘の上のバンビーナ（鈴木有布子）
- おじさんと野獣（糸井のぞ）
- オトダマ -音霊-（新田祐克）
- 鬼さんこちら！（金色スイス）： - 2020年2月号[7]
- ORATORIO SCAPE（沢田翔）
- 俺と彼女と先生の話（トジツキハジメ）

### か行
- 海馬が耳から駆けてゆく、帰ってきた海馬が耳から駆けてゆく（菅野彰、カット：南野ましろ）※エッセイの連載
- Cafe吉祥寺で、Cafe吉祥寺で 二番煎じ（ねぎしきょうこ、原案：宮本夕生）
- 学園便利屋（片山愁）
- かけまくも、かしこき（宝井理人、原作：雅夜美竜）
- 風の輪・時の和・砂の環（神坂智子）
- カナシカナシカ（紺野キタ）
- カプリコン（真鍋譲治）
- 神狗×BLOOD（天河藍）
- 上條先生のお嫁さん（鈴木有布子）
- カレーズ（神坂智子）
- 贋作・好色一代男（松本花、原案：毛利亘宏（劇団「少年社中」）、原作：井原西鶴）
- 祇園祭に降る黒い花（夏乃あゆみ）
- 鬼外カルテシリーズ（碧也ぴんく）
- ギブギブの悪魔（エイタツ、原作：四ツ原フリコ）：2022年10月号[11] - 2025年6月号[12]
- きらきら馨る（高橋冴未）
- QPingシリーズ（堀江蟹子）
- 狂い咲きの花（水月博士）
- 黒いチューリップ（東城和美）
- 黒の太陽銀の月（前田とも）
- GAME（水縞とおる）
- 結晶物語（前田とも、原作：前田栄）
- KENIYA 草と惑星(厦門潤)
- 源氏（高河ゆん）
- 原獣文書（なるしまゆり）
- コインランドリー初恋白書（鈴木有布子）：2020年10月号[13] - 2021年2月号[14]
- コインロッカーのネジ。（こなみ詔子）
- 豪傑剣道部（金色スイス）
- 高速エイジ（左近堂絵里）
- コランタン号の航海（山田睦月、原作：大木えりか）

### さ行
- サイゴーさんの幸せ（ふくやまけいこ）
- 鎖衣カドルト（吟鳥子）
- 佐藤君の柔軟生活、佐藤君の魔界高校白書（金色スイス）
- サムライと私（川添真理子×久我有加）
- さよならさよなら、またあした（シギサワカヤ）
- 31歳ゲームプログラマーが婚活するとこうなる（御手洗直子）
- シークエンス（みずき健）
- シーズン4（トジツキハジメ）
- シエル〜ラストオータム・ストーリー（イム・ジュヨン）
- 週番規則厳守せよ（楠桂）
- 祝福の黒と破滅の白（押上美猫）
- 少年魔法士（なるしまゆり）
- 少年よ耽美を描け（ミキマキ）
- ジョーカー・シリーズ（麻城ゆう×道原かつみ）
  - JOKER REBOOT（霜月かいり、原作：麻城ゆう×道原かつみ）： - 2024年2月号
- 白金紳士倶楽部（つだみきよ）
- しろくろま（小松松子）：2020年12月号[15] -
- 人狼草紙（楠桂）
- stigma（峰倉かずや）
- 世紀末プライムミニスター（影木栄貴）
- 晴天なり。シリーズ（藍川さとる）
- 聖伝-RG VEDA-（CLAMP）
- 西洋骨董洋菓子店（よしながふみ）
- 世界スパイス紀行（カラスヤサトシ）
- 戦国ホスト倶楽部（松永冴）
- 象の背中 〜秘密〜（御徒町鳩、原作：秋元康）
- それさえもおそらくは平穏な日々（たがみよしひさ）

### た行
- ダブル・ダイブ!（川添真理子×佐藤拓）
- ツインバード（高嶋ひろみ）
- 月の絵本(鳥図明児)
- 罪と罰（鈴木有布子）
- T・E・ロレンス（神坂智子）
- ディース…！(あずみ椋)
- ティンク☆ティンク（松本花）
- デコトラの夜（山田睦月×菅野彰）
- 天下一!!（碧也ぴんく）
- 天涯宮殿(あずみ椋)
- てんきゅんっ!（高橋冴未）
- 天使祝詞（くさなぎ俊祈）
- 天然!絶滅ヒーロー!!（氷堂涼二）
- TEMPUS:QUOVADIS（氷堂涼二）
- 千代に 八千代に（藤原規代）
- 東方死神（尾崎かおり）
- 東京BABYLON（CLAMP）
- 怒濤! ジャムカの大冒険（真鍋譲治）
- トレイン☆トレイン（影木栄貴）
- ドラゴン騎士団（押上美猫）
- ドラゴン・フィスト（片山愁）

### な行
- なくしたピース（たがみよしひさ）
- ナデプロ!!（氷堂涼二、原案：元氣プロジェクト）
- なんでも屋ナンデモアリりたーんず（麻生海×菅野彰）
- 人魚王子（尾崎かおり）
- NEIN（トジツキハジメ）
- 願いましては（鈴木有布子）
- 猫科男子のしつけ方（右京あやね）

### は行
- VARNISH（麻々原絵里依）
- 配達あかずきん（久世番子、原作：大崎梢）
- パイラザーダ(あずみ椋)
- PIRATES（PINKISH・2）
- ハッピィ★ボーイズ（立野真琴）
- 花屋の番人（池田乾）
- はれたら明日！（高嶋ひろみ）
- パンゲア(厦門潤)
- Bino!Bino!（鈴木有布子）
- ヒキ（南国ばなな）
- びっくりカレーシリーズ（カラスヤサトシ）
- ひとかみカフェ（杉乃絋）
- ひねもすハトちゃん、とげぬきハトちゃん（久世番子）
- 饗（峰倉かずや）※ピンナップの連載
- 101人目のアリス（かわい千草）
- ひらひらひゅ〜ん（西炯子）
- FIGHT!!（碧也ぴんく）
- ファルコン50（聖悠紀）
- フェザータッチ・オペレーション（柴田昌弘）
- フラワー・オブ・ライフ（よしながふみ）
- プリンセス・プリンセス、プリンセス・プリンセス+（つだみきよ）
- ホイップ!（きづきあきら×サトウナンキ）
- ボイルス・タウンの狼男（竹沢タカ子）
- ぼくのワンピース（山田睦月、原作：菅野彰）
- ポジティブなゆり子さん（平澤枝里子）
- 星のとりで〜箱館新戦記〜（碧也ぴんく）： - 2022年10月号[11]
- 星降る花屋（平澤枝里子）

### ま行
- 禍々しき獣の逝く果ては（楠本弘樹）
- まじかる☆チェンジ（ホームラン・拳）
- 魔法☆中年 おじまじょ5（花園あずき、原案・キャラクターデザイン：ぼへ、協力：CROWN WORKS）
- 魔法使いの娘、魔法使いの娘ニ非ズ（那州雪絵）
- 招かれざる客〜黒の大正花暦〜（伊東七つ生、原作：三木笙子、シナリオ・構成：別府マコト）：2020年4月号[16] - 2024年10月号[17]
- まぼろしにふれてよ（雨隠ギド）
- マルチナと50人目のチューター（卯崎ひとみ）
- まれびと親指姫（なるしまゆり）：2021年10月号[18] - 2024年6月号
- みーちゃんとアイリ（市川なつを）： - 2020年10月号[13]
- 三日月、朔月、十三夜。（テクノサマタ）
- 密天の花園(厦門潤)
- みどりのまきば（御徒町鳩）
- ミルクマン（南国ばなな）
- moon river（本郷地下）
- 冥界人形レヴィ・ドール(柴田昌弘)
- メテオ・メトセラ（尾崎かおり）
- もっそれ（南国ばなな）

### や行
- Uボート・レディ（高橋葉介）
- 夢の果て（北原文野）
- 予言の獣（十波妙子）
- 四ツ谷渋谷入谷雑司ヶ谷!!（あとり硅子）
- 冥のほとり 〜天機異聞〜（高橋冴未）
- よろずの候（まるかわ）： - 2020年2月号[7]

### ら行
- 螺旋のかけら（橘皆無）
- 嵐陵王（篠原正美、原案協力：伊吹巡）
- リセット（葉芝真己）
- LILING-PO（祐天寺あこ）
- ロジックツリー（雁須磨子）： - 2021年2月号[14]

## 映像化

### アニメ化
| 作品                   | 放送年          | アニメーション制作      | 備考                                           |
| ---------------------- | --------------- | ----------------------- | ---------------------------------------------- |
| プリンセス・プリンセス | 2006年          | スタジオディーン        |                                                |
| 西洋骨董洋菓子店       | 2008年          | 日本アニメーション 白組 | タイトルは「西洋骨董洋菓子店〜アンティーク〜」 |
| 百姓貴族               | 2023年（第1期） | Pie in the sky          | 6分枠のショートアニメ                          |
| 百姓貴族               | 2024年（第2期） | Pie in the sky          | 6分枠のショートアニメ                          |

| 作品                   | 発売年          | アニメーション制作 | 備考                                        |
| ---------------------- | --------------- | ------------------ | ------------------------------------------- |
| 学園便利屋             | 1988年          | アニメイトフィルム | タイトルは「学園便利屋 アンティークハート」 |
| アーシアン             | 1989年 - 1996年 | J.C.STAFF          |                                             |
| ドラゴン・フィスト     | 1991年          | エイジェント21     |                                             |
| カプリコン             | 1991年          | アウベック         |                                             |
| 聖伝-RG VEDA-          | 1991年          | アニメイトフィルム | タイトルは「聖伝-リグ・ヴェーダ-」          |
| シークエンス           | 1992年          | 葦プロダクション   |                                             |
| 「ジョーカー」シリーズ | 1992年          | スタジオ・ザイン   | タイトルは「JOKER マージナル・シティ」      |
| 源氏                   | 1992年          | T-up J.C.STAFF     |                                             |
| 東京BABYLON            | 1992年 - 1994年 | アニメイトフィルム |                                             |
| あさがおと加瀬さん。   | 2018年          | ZEXCS              | アニメーションクリップが先行制作            |

### 実写化
| 作品                   | 放送年               | 制作       | 備考                                            |
| ---------------------- | -------------------- | ---------- | ----------------------------------------------- |
| 西洋骨董洋菓子店       | 2001年（国内ドラマ） | フジテレビ | タイトルは「アンティーク 〜西洋骨董洋菓子店〜」 |
| 西洋骨董洋菓子店       | 2021年（タイドラマ） | GMMTV      | タイトルは「Baker Boys」                        |
| プリンセス・プリンセス | 2006年               | テレビ朝日 | タイトルは「プリンセス・プリンセスD」           |

| 作品             | 公開年             | 配給 | 備考                                            |
| ---------------- | ------------------ | ---- | ----------------------------------------------- |
| 西洋骨董洋菓子店 | 2008年（韓国映画） | N/A  | タイトルは「アンティーク 〜西洋骨董洋菓子店〜」 |

| 作品        | 発売年 | 制作 | 備考                           |
| ----------- | ------ | ---- | ------------------------------ |
| 東京BABYLON | 1993年 | N/A  | タイトルは「東京BABYLON 1999」 |

## 姉妹誌
続刊がなく単発となったタイトルは除き、複数回発行された物のみ記す。
サウス
『ウィングス』別冊として1988に創刊され、2002年に廃刊。年3回刊。漫画雑誌。詳細は記事を参照。
小説ウィングス
『ウィングス』別冊として1988年に創刊。第11号までは年1回刊、第12号(1997年)から季刊となる。2009年（創刊20周年）に独立新創刊（リニューアル）した。2018年夏号で第100号を迎える。ライトノベル誌。当誌より津守時生（多戸雅之名義）、麻城ゆうが商業デビューし、第一回ウィングス小説大賞から樹川さとみの作品も掲載された。2021年秋号（第113号）をもって休刊し、2021年12月から無料オンラインコンテンツ「Webマガジン小説ウィングス」に移行した。
ディアプラス
1997年に創刊。季刊→隔月刊→月刊。新書館初のボーイズラブ誌で漫画雑誌。詳細は記事を参照。
小説ディアプラス
『ディアプラス』の増刊として1998年に創刊、『小説Wings』の増刊として2009年から2019年まで刊行、以降は独立新創刊した。季刊。ボーイズラブ小説誌。詳細は『ディアプラス』の記事の当誌の節を参照。
ハックルベリー
『ウィングス』の増刊として2003年に創刊され、2005年に廃刊。年2回刊。『サウス』休刊後、ファンタジー長篇を読み切りスタイルで一気に読めることをコンセプトにスタート。漫画雑誌。
ウンポコ
アンソロジーコミックとして2005年に創刊され、2009年に廃刊。季刊。ギャグ＆エッセイコミック専門誌。詳細は記事を参照。
カグヤ
『ディアプラス』の増刊として2009年に創刊、『ウィングス』の増刊として2011年に『カグヤSPADE』に誌名変更するも同年休刊。『ウィングス』のオトナ女子向けリニューアルに伴い、ティーン向け、より少女漫画的テイストを意識してスタート。漫画雑誌。詳細は記事を参照。